# Supacell
Supacell és una sèrie de televisió britànica de superherois, creada i escrita per Rapman per a Netflix. Ambientada al sud de l'actual Londres, la sèrie tracta d'un grup de cinc persones negres comunes, que tenen en comú antecedents familiars d'anèmia falciforme, i que inesperadament desenvolupen superpoders i que són per una organització secreta que té la intenció de controlar-los. La sèrie compta amb un repartiment coral, que inclou Tosin Cole, Adelayo Adedayo, Josh Tedeku, Nadine Mills, Eric Kofi-Abrefa, Calvin Demba, Ghetts, Digga D i Eddie Marsan. La sèrie va ser dirigida per Rapman i Sebastian Thiel i es va estrenar en sis episodis el 27 de juny de 2024 amb subtítols en català.
La sèrie va ser difícil de vendre a les emissores estatunidenques, com HBO, ABC i FX, i Netflix la va assumir la producció el 2019. El procés de desenvolupament i redacció va tenir lloc durant la pandèmia de la COVID-19, l'any 2020 i el rodatge va tenir lloc entre juliol de 2022 i abril de 2023, al sud-est de Londres. La sèrie explora temes, com ara el crim amb ganivet, el perfil racial, la pobresa, l'explotació dels cossos negres i l'anèmia de cèl·lules falciformes.
Supacell va rebre crítiques molt positives per les seves interpretacions, direcció, guió, cinematografia, efectes visuals i per conscienciar sobre l'anèmia drepanocítica. En el seu llançament, la sèrie va ser la número u global de Netflix, amb més de 18 milions d'espectadors en les seves primeres setmanes a la plataforma.